# Frančiškani
Manjši bratje iz observance, v slovenščini: frančiškani, kratica: OFM, je naziv enega izmed cerkvenih redov, ki delujejo na podlagi duhovnosti svetega Frančiška Asiškega. 
Frančiškanski red, poimenovan Ordo Fratrum Minorum je 29. novembra 1223 priznal papež Honorij III., Frančišek Asiški pa je postal prvi predstojnik novoustanovljenega reda.  

## Zgodovina
Zgled svetniškega Frančiška Asiškega, njegov pristni evangeljski duh in njegove prepričevalne besede so nekatere ljudi tako prevzele, da so se odločili, da se mu pridružijo in sprejmejo njegov način življenja. S prvima bratoma je šel Frančišek 16. aprila 1209 v asiško cerkev svetega Nikolaja, kjer so prosili duhovnika, naj jim trikrat odpre evangeljsko knjigo. Vsakokrat se jim je odprla na mestu, kjer govori o poslanstvu apostolov in njihovem uboštvu. Frančišek se je ves vesel zahvalil Bogu, ki je v njem in njegovih bratih začrtal pot evangeljskega uboštva. Obrnil se je k bratoma in jima rekel: »Brata, to je naše življenje in naše vodilo, kakor tudi vseh tistih, ki hočejo stopiti v našo družbo. Pojdita torej in spolnita, kar sta slišala.« To je bil dan ustanovitve reda manjših bratov: frančiškanov, pa tudi kapucinov in minoritov. Naselili so se v celici poleg porcijunkulske cerkvice, kjer so se posvetili molitvi, premišljevanju, pridiganju in delu. Stregli so gobavcem, ki so bili v bližini, pomagali ljudem pri delu na polju in pri drugem delu. Za svoje delo niso prejemali denarja, ampak zgolj hrano, ki so jo potrebovali. Ljudje so se jih kmalu navadili, občudovali so njihovo predanost Bogu, njihovo plemenitost, preprostost in dobro voljo. Leta 1210 je papež Inocenc III. ustno potrdil Vodilo, ki ga je napisal Frančišek.  
Frančiškovi bratje so prvi med redovi sprejeli v svoj program »apostolat med pogani«, torej misijone. Krščanstvo so oznanjali tudi v Sveti deželi in v Maroku, kjer so že leta 1220 prvi frančiškovi bratje umrli mučeniške smrti.

## Delitev
Zaradi različnih pogledov na poslanstvo reda in zahtev Cerkve, so se znotraj bratstva začele pojavljati napetosti. Leta 1517 se je poprej enotni red frančiškovih bratov med razpravami o uboštvu razdelil na dve veji: na konventualce - danes poznane kot minoriti in na observante - danes poznane kot frančiškani. Skozi nadaljnja obdobja se je red še naprej delil na več manjših skupin. Zadnja velika delitev je bila leta 1517, ko je bil ustanovjen verski red kapucinov. Do danes so se ohranile tri veje: frančiškani, kapucini in minoriti, ki jih povezuje izpolnjevanje istega Vodila življenja, le njegove razlage so različne.

### Redovi danes
Znotraj Frančiškove družine danes obstajajo naslednji cerkveni redovi:
- prvi (moški) red, ki se nadalje deli na tri veje in šteje okoli 30.000 članov:
- manjši bratje iz observance, v slovenščini: frančiškani, tudi observanti, kratica: OFM, nosijo temnorjav habit,
- manjši bratje, v slovenščini: minoriti ali konventualci, kratica:OFMConv, nosijo črn habit
- manjši bratje, v slovenščini: kapucini, kratica: OFMCap, nosijo rjav habit
- drugi (ženski) red - klarise, šteje okoli 7.000 članic
- tretji (laiški) red - Frančiškov svetni red, šteje okoli 3 milijone članov

## Poslanstvo
Bratje frančiškani pred sprejemom v red opravijo trojne obljubeː uboštva, čistosti in pokorščine . Ukvarjajo se predvsem s pastoralnim delom na župnijah, misijonarstvom, skrbijo za božjepotna središča, posvečajo se skrbi za družine, vodijo družinske centre, centre za nekdanje odvisnike od drog ter centre za gluhe in naglušne, so tudi predavatelji na univerzah in teoloških fakultetah po potrebi v soglasju s škofom ordinarijem tudi vodijo župnije.

## Frančiškov svetni red
Frančišek je leta 1221 napisal tudi vodilo za Tretji red sv. Frančiška  (tudi III. red), katerega člani živijo doma v svojih družinah v vsakdanjem življenju in dolžnostih ter se trudijo, da bi živeli v evangeljskem duhu, po frančiškovem vzgledu.

## Klarise
Na prošnjo asiškega škofa je Frančišek veliko pridigal v asiški stolnici. Med številnimi poslušalci je bilo tudi mlado prikupno dekle Klara iz plemiške družine v Assisiju. Ob frančiškovih govorih jo je vedno močneje vznemirjala misel, da bi se tudi ona odpovedala svetu. Posvetovala se je z njim in spoznala, da jo Bog kliče, naj se mu v evangeljskem uboštvu popolnoma posveti. Marca leta 1212 je pred oltarjem v porcijunkulski cerkvi odložila svojo bogato obleko in iz Frančiškovih rok sprejela spokorno redovno obleko. Pod njegovim vodstvom je pri cerkvici svetega Damijana ustanovila II. red frančiškovske družine, takrat imenovan »uboge gospe«, danes pa poznan kot klarise.

## Značilnosti, organiziranost reda in pravila
Pripadniki reda frančiškanov se od drugi verskih redov razločijo po redovni obleki (habitu) temno rjave barve, ki ga nosijo prepasanega z belo vrvjo (cingulum).
Frančiškani živijo po Vodilu prvega reda sv. Frančiška Asiškega in opravijo obljube uboštva, čistosti in pokorščine. Sedež frančiškanov je v Assisiju, red pa je organizacijsko razdeljen na province, na kustodije (npr. Kustodija Svete dežele) in samostane. 
Red vodi generalni minister, ki ga vsakih šest let volijo bratje, zbrani na generalnem kapitlju. Z naslednjim kapitljem mu služba preneha, lahko pa je ponovno izvoljen za dobo šestih let. Pri njegovem delu generalnemu ministru pomagajo še generalni vikar in generalni tajnik ter generalni definitorij (svet bratov). Od junija 2021 naloge generalnega ministra frančiškanov opravlja brat Massimo Fusarelli.
Med slovenskimi frančiškani je Pater Martin Krizolog Cimerman, ki vodi slovensko Cerkev Sv. Cirila v New Yorku in je prejemnik državnega odlikovanja za zasluge pri ohranjanju slovenstva in povezovanje Slovencev v ZDA.